# Sébastien Léger
Sébastien Léger (Breda, 3 de fevereiro de 1979) é um DJ e produtor musical francês. Seus singles "Hit Girl", "Hypnotized" e "Aqualight" foram tocados em clubes de música eletrônica por toda a Europa. Léger tem lançado músicas por gravadoras como Lost Miracle Recordings, Mistakes Music, Subtronik, Blackjack e muitas outras ao longo sua carreira.

## Carreira musical
Filho de dois músicos profissionais, Sébastien frequentou a academia de música dos cinco aos 15 anos, integrando técnica e teoria musical ao piano e bateria. Em 1998, lançou seus primeiros EPs sob o pseudônimo Deaf'n'Dumb Crew. Seu primeiro álbum solo Atomic Pop foi lançado em 1999.
Em 10 de maio de 2008, Léger fez sua estreia no Essential Mix da BBC Radio 1, onde tocou principalmente composições produzidas em sua gravadora Mistakes Music, além de apresentar seu remix de “Around The World” de Daft Punk.
Sua faixa “Lanarka”, lançada no selo Lost & Found em 2019, chegou a estar no topo das paradas do Beatport por várias semanas.
Em 2019, lançou sua própria gravadora musical Lost Miracle Recordings. O primeiro lançamento do selo foi um EP de três faixas, sendo duas delas originais dele, "Skadi" e "Forbidden Garden", junto com um remix desta última produzida pelo DJ Tim Green. A Lost Miracle possui uma linha de roupas e acessórios, com uma estética inspirada pela arte, cultura, moda, culinária e arquitetura asiáticas. Léger também tem um programa mensal de rádio que leva o nome da marca.
Sua faixa "Firefly" entrou em primeiro lugar na lista da Magnetic Magazine das 15 melhores faixas de house de fevereiro de 2021.
Em 2021, foi convidado pelo selo francês, Cercle, para uma apresentação ao vivo nas Pirâmides de Gizé, onde apresentou sua música "Giza". No mesmo ano lançou o álbum “Feel EP“, contendo as faixas Feel, Lava, Son of Sun, através do selo All Day I Dream.

## Discografia

### Singles e álbuns
| Ano  | Título                                                      | Selo             |
| ---- | ----------------------------------------------------------- | ---------------- |
| 1999 | Sébastien Léger – There Is Life After Us EP                 | Black Jack       |
| 1999 | The White Duck – The Groove / The Million Dollar Track      | Premium          |
| 2000 | Sébastien Léger – Untitled (4 Tracks)                       | Subkroniq        |
| 2000 | Sébastien Léger – Astrosyn Skunk / The Babe Coke            | Cyclik           |
| 2000 | Sébastien Léger – Atomic Pop LP                             | Black Jack       |
| 2000 | Sébastien Léger – Hysterik Conspiration / Amnezik Impulsion | Cyclik           |
| 2000 | Sébastien Léger – Midnight in Galaxy / Diametrik Acidness   | Grand Prix       |
| 2000 | Sébastien Léger – Off The Wall                              | Black Jack       |
| 2000 | Sébastien Léger – We Are                                    | Cyclik           |
| 2000 | Sébastien Léger – You Can Hide From Your Beat               | Black Jack       |
| 2001 | Elesse – Pop Corn EP                                        | Goodtime Records |
| 2001 | Elesse – P.Y.T.                                             | Grand Prix       |
| 2001 | Sébastien Léger – Untitled (3 Tracks)                       | Subkroniq        |
| 2001 | Sébastien Léger – Burned Funk / Cracked Face                | Subkroniq        |
| 2001 | Sébastien Léger – Dazed and Confused EP                     | Black Jack       |
| 2001 | Sébastien Léger – Express                                   | Cyclik           |
| 2001 | Sébastien Léger – Impossible à Cerner EP                    | Essence          |
| 2001 | Sébastien Léger – Seems So Far                              | Black Jack       |
| 2001 | Sébastien Léger – The Mushroom Project EP                   | Riviera          |
| 2001 | Sébastien Léger – Thorny EP                                 | Cube Recordings  |
| 2002 | Elesse – Liberian Track                                     | Grand Prix       |
| 2002 | Sébastien Léger – King Size LP                              | Black Jack       |
| 2002 | Sébastien Léger – The Mushroom Project 2 EP                 | Riviera          |
| 2002 | Sébastien Léger – We Are EP                                 | Black Jack       |
| 2002 | Sébastien Léger – Victory EP                                | Black Jack       |
| 2002 | The Last Blade – Requiem / Just Bask From Hell              | Subkroniq        |
| 2003 | Elesse: Rare & Unrelease Cutz                               | Black Jack       |
| 2003 | Sébastien Léger – Azidobrazil / Listen                      | Ovum Recordings  |
| 2003 | Sébastien Léger – First Beats EP                            | Bits Music       |
| 2004 | Sebago – Hands on Me                                        | Hot Banana       |
| 2004 | Sébastien Léger – 5th Birthday                              | Black Jack       |
| 2004 | Sébastien Léger – Grab My Hipps / My Slap                   | Black Jack       |

| Ano  | Título                                                | Selo                  |
| ---- | ----------------------------------------------------- | --------------------- |
| 2004 | Sébastien Léger – LFO Swing EP                        | Aroma Jackin          |
| 2005 | Sébastien Léger – 1979 EP                             | Intec Records         |
| 2005 | Sébastien Léger – Epoxy                               | Black Jack            |
| 2005 | Sébastien Léger – Lunar EP                            | Intec Records         |
| 2005 | Sébastien Léger – Mooguno EP                          | Bits Music            |
| 2005 | Sébastien Léger – Take Your Pills                     | Black Jack            |
| 2006 | Sébastien Léger – Brouwersgracht EP                   | Circle Music          |
| 2006 | Sébastien Léger – Bad Clock 04 EP                     | Intec Records         |
| 2006 | Sébastien Léger – Cosmogold EP                        | Circle Music          |
| 2006 | Sébastien Léger – Geft / T                            | Bits Music            |
| 2006 | Sébastien Léger – Hit Girl                            | Black Jack            |
| 2006 | Sébastien Léger – Hypnotized                          | Rising Music          |
| 2006 | Sébastien Léger – Mistakes EP                         | Rising Music          |
| 2006 | Sébastien Léger – The Bug EP                          | Pickadoll Records     |
| 2007 | Sébastien Léger – Mercury / Mars                      | Mistakes Music        |
| 2007 | Sébastien Léger – Aqualight                           | Mistakes Music        |
| 2007 | Sébastien Léger – Pluton / Saturn                     | Mistakes Music        |
| 2007 | Sébastien Léger – Planets LP                          | Mistakes Music        |
| 2008 | Sébastien Léger – Jaguar                              | Mistakes Music        |
| 2008 | Sébastien Léger – Word / Ghost                        | Rising Music          |
| 2008 | Sébastien Léger – Majestic                            | Mistakes Music        |
| 2009 | Sébastien Léger – Marina / Jungle                     | Mistakes Music        |
| 2009 | Sébastien Léger – Seaweed / Sunset / Snapshot         | Mistakes Music        |
| 2009 | Sébastien Léger – Foxxy / Le Moustique                | Mistakes Music        |
| 2009 | Sébastien Léger – Bubbly / Discotechno                | Mistakes Music        |
| 2009 | Sébastien Léger – The Rhythm                          | Mistakes Music        |
| 2009 | Sébastien Léger – Binola / The White Island           | Mistakes Music        |
| 2010 | Sébastien Léger – Plik Plok                           | SCI+TEC Digital Audio |
| 2010 | Sébastien Léger – Take Your Pills                     | Paradise Records      |
| 2010 | Sébastien Léger – Balkamaniac / Les Frelons           | Mistakes Music        |
| 2010 | Sébastien Léger – Silicone Carne / Superdrums         | Mistakes Music        |
| 2010 | Sébastien Léger – Gone Wild / Mixtape                 | Mistakes Music        |
| 2011 | Sébastien Léger – Origines                            | Mistakes Music        |
| 2011 | Sébastien Léger – Polymod / Like Before               | Mistakes Music        |
| 2012 | Sébastien Léger – Packbo / Grey Sky & Yellow Coconuts | Mistakes Music        |
| 2012 | Sébastien Léger – Wesh Wesh Wesh                      | Mistakes Music        |
| 2012 | Sébastien Léger – Florida / C4N Y0U R34D 7H15         | Mistakes Music        |
| 2016 | Sébastien Léger – Jelly Bean                          | Systematic Recordings |

### Faixas exclusivas
| Ano  | Título                              | Compilação              | Selo       |
| ---- | ----------------------------------- | ----------------------- | ---------- |
| 1999 | Sébastien Léger - Rock It & Play    | Blackjack Sampler 1     | Black Jack |
| 1999 | Sébastien Léger - The Skyy Soul     | Blackjack pres. Jackpot | Black Jack |
| 2000 | Sébastien Léger - The Hell of a Guy | Flamingo EP             | Black Jack |

| Ano  | Título                              | Compilação            | Selo             |
| ---- | ----------------------------------- | --------------------- | ---------------- |
| 2000 | Sébastien Léger - Ice Cream         | Cruel Summer          | Riviera          |
| 2004 | Sébastien Léger - Overdrived        | Bassethound Sampler 1 | Bassethound Rec. |
| 2004 | Sébastien Léger - Refresh Your Mind | Always Open           | Sismic Music     |

### Remixes
| Ano  | Título                                          | Selo              |
| ---- | ----------------------------------------------- | ----------------- |
| 1999 | Fafa Monteco – Vous Voulez de la Musique        | Sculpture         |
| 1999 | Tony Esposito – Kalimba De Luna                 | DWBoys            |
| 1999 | Da Bitchie Boyz – Le Zeeep                      | Black Jack        |
| 1999 | Fafa Monteco – Good Time                        | Black Jack        |
| 2000 | Paul Johnson – Noise                            | Acalwan           |
| 2000 | Ron Carrol – The Sermon                         | Subliminal        |
| 2000 | Fab G – Frenchy Frenzy                          | Grand Prix        |
| 2000 | DJ Nekbath – Feel It                            | Grand Prix        |
| 2000 | Chris Rubix – Brooklin Queen                    | Black Jack        |
| 2000 | Phunky Data – Body Music                        | Sekence           |
| 2000 | Fab G – Feelings                                | Grand Prix        |
| 2001 | Eminence feat. Kathy Brown – Give It Up         | Defected          |
| 2001 | Nicholas – The Cruise                           | 20000st           |
| 2001 | Def Bond & Fafa Monteco – The Master            | Chicayork         |
| 2001 | Rok – Cycle Cuts                                | Cyber Production  |
| 2001 | Jimmy Van De Velde – Beginnings                 | Subkroniq         |
| 2001 | Dj Nekbath – Think Twice                        | Grand Prix        |
| 2002 | Nicolas Vallée – Land of the Free               | Mangusta          |
| 2002 | Jaimy & Kenny D. – Keep on Touchin Me           | Loaded Records    |
| 2002 | Jakatta feat. Seal – My Vision                  | Ministry of Sound |
| 2002 | M – So Fly                                      | Defected          |
| 2002 | Etienne De Crecy – Three Day Week End           | Disques Solid     |
| 2002 | Liquid People vs. Simple Minds – Monster        | Defected          |
| 2002 | Alexander East – Tears                          | Grand Prix        |
| 2004 | Fat Phaze – Take Care                           | Sismic Music      |
| 2004 | Manuel Tur – Keep It Warm                       | Cyclik            |
| 2004 | Dave Armstrong – Make Your Move                 | Eyezcream         |
| 2004 | Sébastien Léger & Alexander Koning – Greencross | Mad Nurse         |

| Ano  | Título                                          | Selo                     |
| ---- | ----------------------------------------------- | ------------------------ |
| 2005 | Highstreets – Don't Let Go                      | Ledge Music              |
| 2005 | Co-Fusion – Hot! Hot! (Love To Heart)           | Southern Fried Rec.      |
| 2005 | Hiroki Esashika – Kazane                        | Intec Records            |
| 2005 | DJ Marnix – Fire                                | Loveland Rec.            |
| 2005 | Armand Van Helden – Into Your Eyes              | Southern Fried Rec.      |
| 2005 | Inner City – Say Something                      | Concept Records          |
| 2005 | The Soul Monkey – Equator                       | Mangusta                 |
| 2005 | Invader – Desperate House                       | Bits Music               |
| 2005 | Lifelike – Running Out                          | Work It Baby             |
| 2006 | Dannii Minogue – Greatest Dancer                | Central Station          |
| 2006 | Bruno Banner – Spaceshift                       | Bits Music               |
| 2006 | Giorgio Prezioso vs. Libex – Xperimetal Scratch | Pryda Friends            |
| 2006 | Dave Robertson & Jon Gurd – The Rendition       | CR2 Records              |
| 2006 | Supermode – Tell Me Why                         | Superstar Rec.           |
| 2006 | Claude Vonstroke – Deep Throat                  | Electrochoc              |
| 2006 | Cirez D – Knockout                              | Mouseville               |
| 2006 | Fairmont – Gazebo                               | Border Community         |
| 2006 | Hystereo – Winters in the City / Executive Memo | Soma Quality Rec.        |
| 2006 | Don Diablo – Blow                               | Sellout Sessions         |
| 2007 | Julian Jeweil – Air Conditionné                 | Electrochoc              |
| 2007 | Ida Engberg – Disco Volante                     | Pickadoll Records        |
| 2007 | Justin Timberlake – What Goes Around            | Zomba Records            |
| 2007 | Ali Love – Secret Sunday Lover                  | I Love Records           |
| 2007 | Stefy – Chelsea                                 | Sony Music / BMG         |
| 2007 | Chris Lake feat. Emma Hewitt – Carry Me Away    | Rising Music             |
| 2007 | Angel Alanis feat. Renée – Cage Me In           | Asquared Music           |
| 2007 | Eric Prydz vs. Floyd – Proper Education         | Ministry of Sound        |
| 2007 | Ida Engberg – Disco Volante                     | La Musique Fait La Force |
| 2007 | Kylie Minogue – In My Arms                      | Warner Music             |
| 2008 | Deadmau5 – Slip                                 | Ultra Records            |
| 2010 | Cirez D – On/Off                                | Mouseville               |
| 2011 | Gabriel Ananda – Hey Blop                       | Mistakes Music           |
| 2014 | Daft Punk — Voyager                             | Daft Life                |